# Downton Abbey (pel·lícula)
Downton Abbey és una pel·lícula de drama històric de 2019 escrita per Julian Fellowes, creador i guionista de la sèrie de televisió del mateix nom, i dirigida per Michael Engler. Està produïda per Carnival Films i Perfect World Pictures i continua la història de la sèrie, amb bona part del repartiment original. S'ha subtitulat al català.
Gareth Neame i Fellowes van començar a plantejar l'adaptació al cinema el 2016, just després que acabés la sèrie. Es va confimar oficialment el juliol de 2018 i el rodatge ja va començar aquell mes i va durar fins al novembre. La pel·lícula es va estrenar el 13 de setembre de 2019 al Regne Unit i el 20 de setembre als cinemes catalans. Va rebre crítiques generalment positives de la crítica i va recaptar 194 milions de dòlars al món.

## Sinopsi

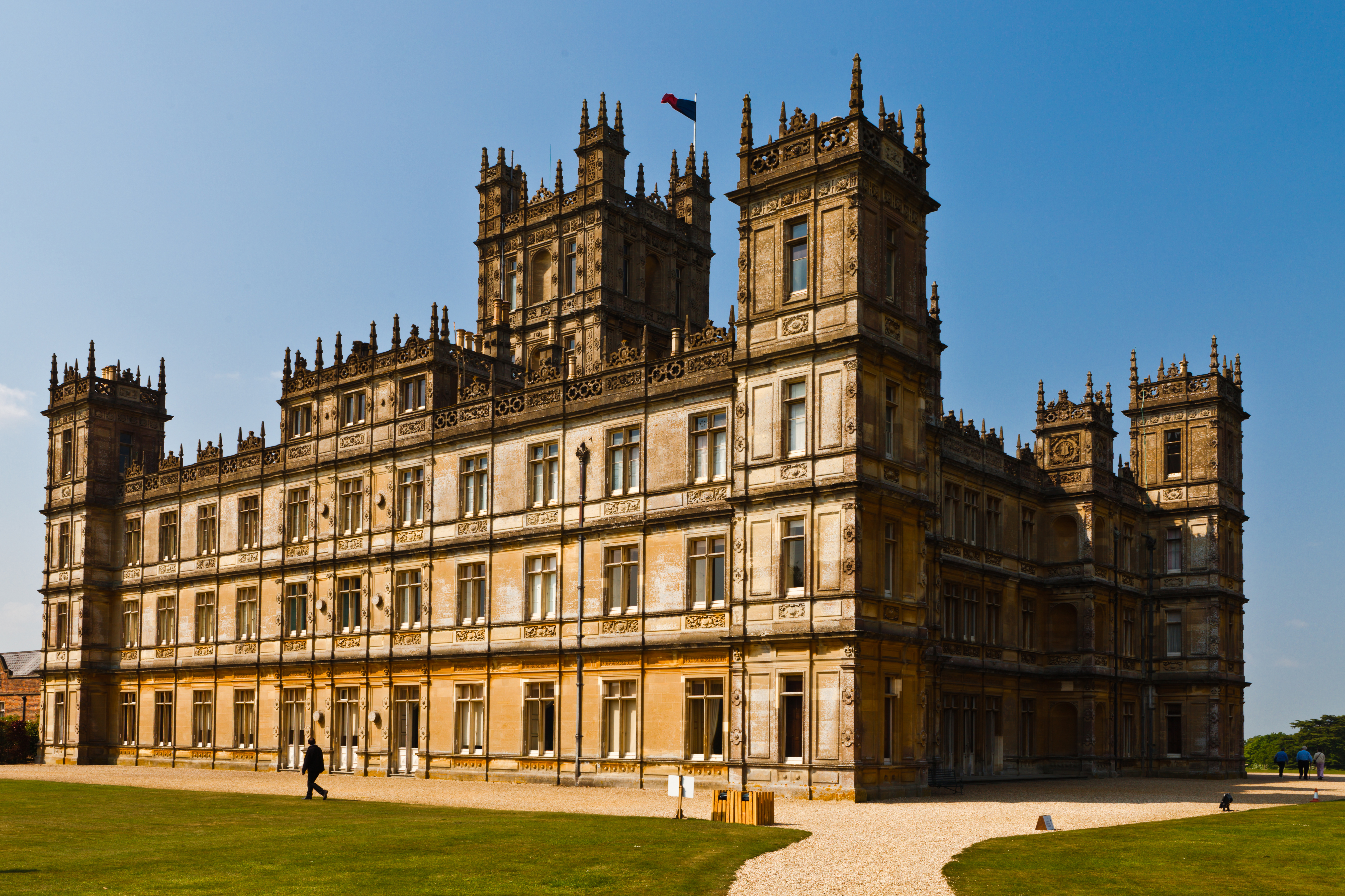
Highclere Castle, el lloc utilitzat com l'hisenda fictícia de Downton Abbey.

La pel·lícula, ambientada al 1927, descriu una visita del rei i la reina al castell de camp anglès de la família Crawley, a Yorkshire. Mentre el personal reial arriba a Downton, un assassí també hi arriba amb la intenció de matar el monarca. La família i els serveis es veuen enfrontats a l'entorn reial, incloent-hi la dama de companyia de la reina, que està enemistada amb els Crawleys, en particular amb la comtessa vídua, per una herència.

## Repartiment
- Hugh Bonneville com a Robert Crawley, comte de Grantham.
- Laura Carmichael com a Edith Pelham (Crawley de soltera), marquesa de Hexham i filla de Robert i Cora.
- Jim Carter com a Charles Carson, ex-majordom dels Crawley i servidor fidel de Mary.
- Raquel Cassidy com a Phyllis Baxter, donzella de Cora.
- Brendan Coyle com a John Bates, ajuda de cambra de Robert i espòs d'Anna.
- Michelle Dockery com a Lady Mary Talbot (Crawley de soltera), filla de Robert i Cora i esposa de Henry.
- Kevin Doyle com a Joseph Molesley, servent dels Crawley.
- Michael C. Fox com a Andy Parker, servent dels Crawley.
- Joanne Froggatt com a Anna Bates, donzella de Mary i esposa de John.
- Matthew Goode com a Henry Talbot, espòs de Mary.
- Harry Hadden-Paton com a Bertie Pelham, marquès de Hexham.
- Robert James-Collier com a Thomas Barrow, nou majordom dels Crawley.
- Allen Leech com a Tom Branson, gendre de Robert i Cora
- Phyllis Logan com a Elsie Hughes, dona de claus dels Crawley i esposa de Charles
- Elizabeth McGovern com a Cora Crawley, comtessa de Grantham i esposa de Robert.
- Sophie McShera com a Daisy Mason, ajudant de cuina.
- Lesley Nicol com a Beryl Patmore, cuinera dels Crawley.
- Maggie Smith com a Violet Crawley, comtessa vídua de Grantham i mare de Robert.
- Imelda Staunton com a Maud, Lady Bagshaw; parent dels Crawley, amb qui està enemistada.
- Penelope Wilton com a Isobel, Lady Merton, mare del marit difunt de Mary.
- Mark Addy com a Sr Bakewell, propietari d'una botiga de queviures.
- Max Brown com a Richard Ellis, criat del rei.
- Charlie Watson com a Albert, criat dels Crawley.
- Stephen Campbell Moore com a major Chetwode, visitant misteriós al poble.
- Richenda Carey com a Sra. Webb, dona de claus reial.
- David Haig com a Sr Wilson, majordom reial
- Andrew Havill com a Henry, vescomte de Lascelles.
- Geraldine James com a Maria de Teck, esposa del rei Jordi V
- Simon Jones com a rei Jordi V del Regne Unit.
- Susan Lynch com a Srta. Lawton, donzella de la reina.
- Tuppence Middleton com a Lucy Smith, donzella de Maud.
- Kate Phillips com a princesa Maria, vescomtessa de Lascelles.
- James Cartwright com a Tony Sellick, fontaner.
- Douglas Reith com a Richard, Lord Merton, espòs d'Isobel.
- Philippe Spall com a Monsieur Courbet, cuiner reial francès.
- Oliver and Zac Barker com a Srt. George, fill de Mary i el seu difunt marit.
- Fifi Hart com a Srta. Sybbie, filla de Tom i la filla difunta dels Crawley.
- Eva and Karina Samms com a Srta. Marigold, filla d'Edith.

## Banda sonora
Totes les cançons foren compostes per John Lunn.
| Núm.          | Títol                          | Durada |
| ------------- | ------------------------------ | ------ |
| 1.            | «A Royal Command»              | 4:49   |
| 2.            | «Pillar of the Establishment»  | 1:48   |
| 3.            | «Gleam and Sparkle»            | 2:48   |
| 4.            | «God Is a Monarchist»          | 3:02   |
| 5.            | «Two Households»               | 5:00   |
| 6.            | «Incident at a Parade»         | 2:57   |
| 7.            | «Sabotage»                     | 3:33   |
| 8.            | «Maud»                         | 1:28   |
| 9.            | «Honour Restored»              | 2:39   |
| 10.           | «Never Seen Anything Like It»  | 2:27   |
| 11.           | «Not Entirely a Bad Night»     | 2:59   |
| 12.           | «May I?»                       | 3:08   |
| 13.           | «Taking Leave»                 | 2:26   |
| 14.           | «Resolution»                   | 2:15   |
| 15.           | «You Are the Best of Me»       | 2:44   |
| 16.           | «Sunset Waltz»                 | 3:51   |
| 17.           | «One Hundred Years of Downton» | 5:13   |
| Durada total: | Durada total:                  | 53:07  |